# Мандал (станція)
Мандал (монг. Мандал) — залізнична станція в Монголії, розташована на Трансмонгольській залізниці між станціями Тунх і Аршант.
Розташована в Бат-Сумбері.